# ユキグニミツバツツジ
ユキグニミツバツツジ（雪国三葉躑躅 学名Rhododendron lagopus var. niphophilum]）はツツジ科ツツジ属の落葉低木。
ユキグニミツバツツジは、雪国に多いのでこの名がついた。秋田県から近畿地方北部の日本海側に分布している。ダイセンミツバツツジの変種である。4月中旬から5月にかけて、約4cmの桃紅色の花を咲かせる。葉の付け根である葉柄に毛がないのがユキグニミツバツツジ、毛があるのがダイセンミツバツツジである。

## 写真

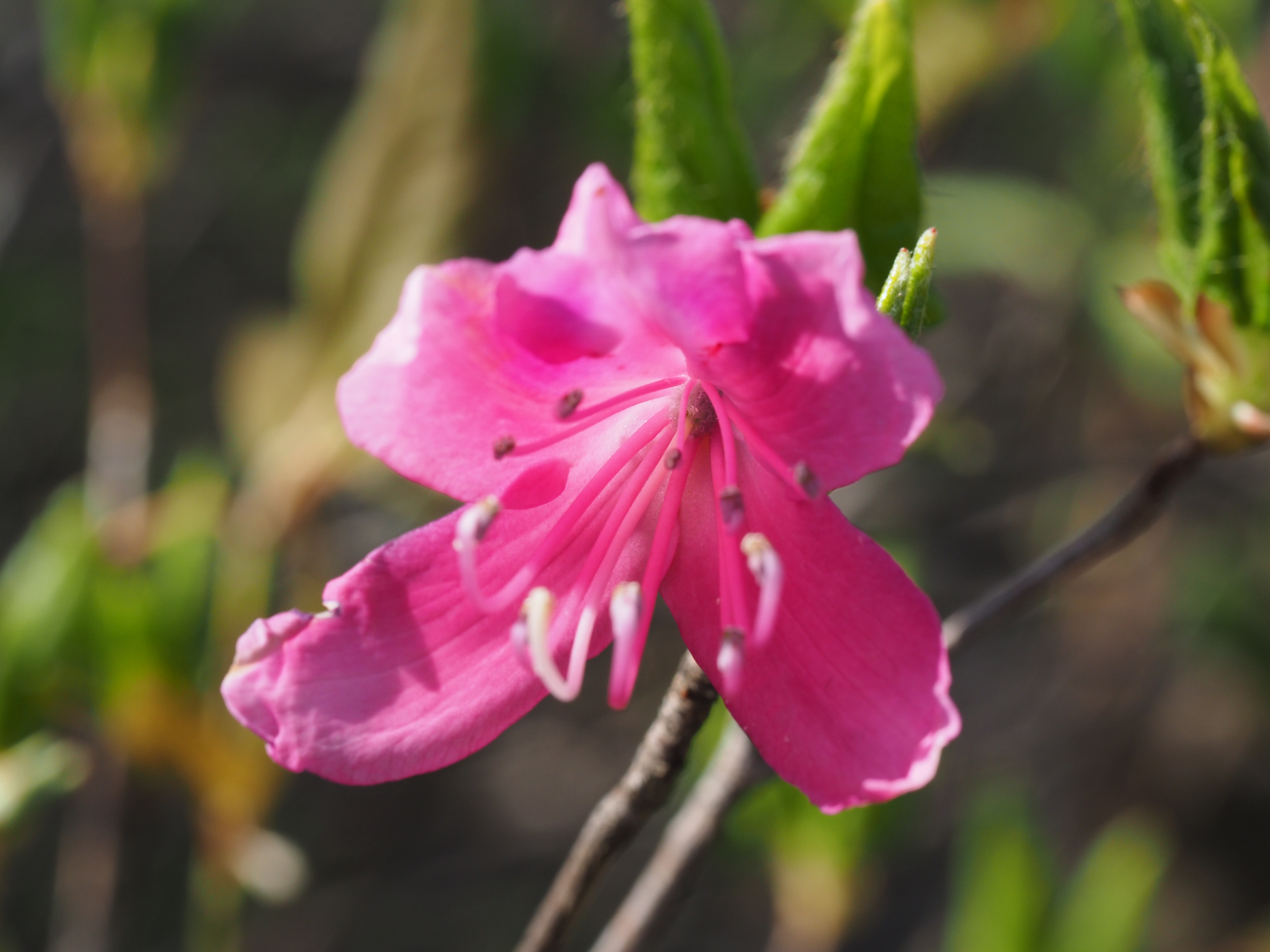
ユキグニミツバツツジ　Rhododendron lagopus var. niphophilum